# Kalinovité

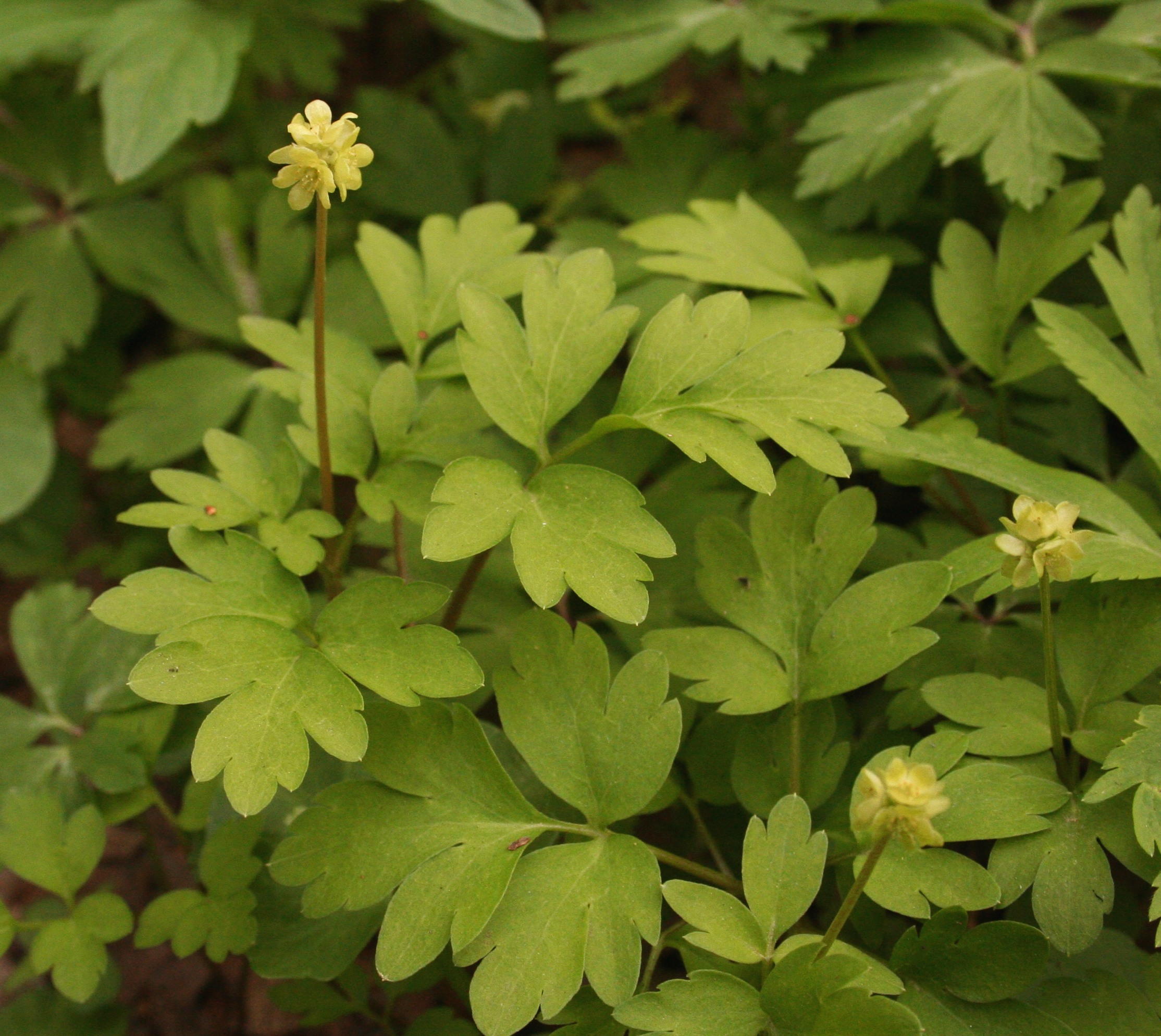
Kvetoucí pižmovka mošusová (Adoxa moschatellina)

Kalinovité (Viburnaceae), též pižmovkovité (Adoxaceae), je čeleď vyšších dvouděložných rostlin z řádu štětkotvaré (Dipsacales). Jsou to dřeviny i byliny se vstřícnými listy a zpravidla pětičetnými květy. Čeleď zahrnuje 3 rody a asi 220 druhů. Je rozšířena především v mírném pásu severní polokoule. V České republice se vyskytují 3 druhy bezu, 2 druhy kaliny a pižmovka mošusová. Různé druhy a kultivary kalin se pěstují jako okrasné keře.

## Popis
Zástupci čeledi kalinovité jsou keře, stromy i vytrvalé byliny s jednoduchými nebo složenými vstřícnými listy. Květy jsou v koncových květenstvích, nejčastěji latách nebo různých typech vrcholíků. Květy jsou oboupohlavné a ve většině případů pětičetné, kališní i korunní lístky jsou srostlé. Tyčinky jsou v počtu 3, 4 nebo 5, přirostlé ke korunní trubce. V květech jsou přítomna staminodia v počtu 3 až 5. Semeník je spodní nebo polospodní, s jednou nebo 3 až 5 přihrádkami. Plodem jsou peckovice s 1 nebo 3 až 5 semeny.

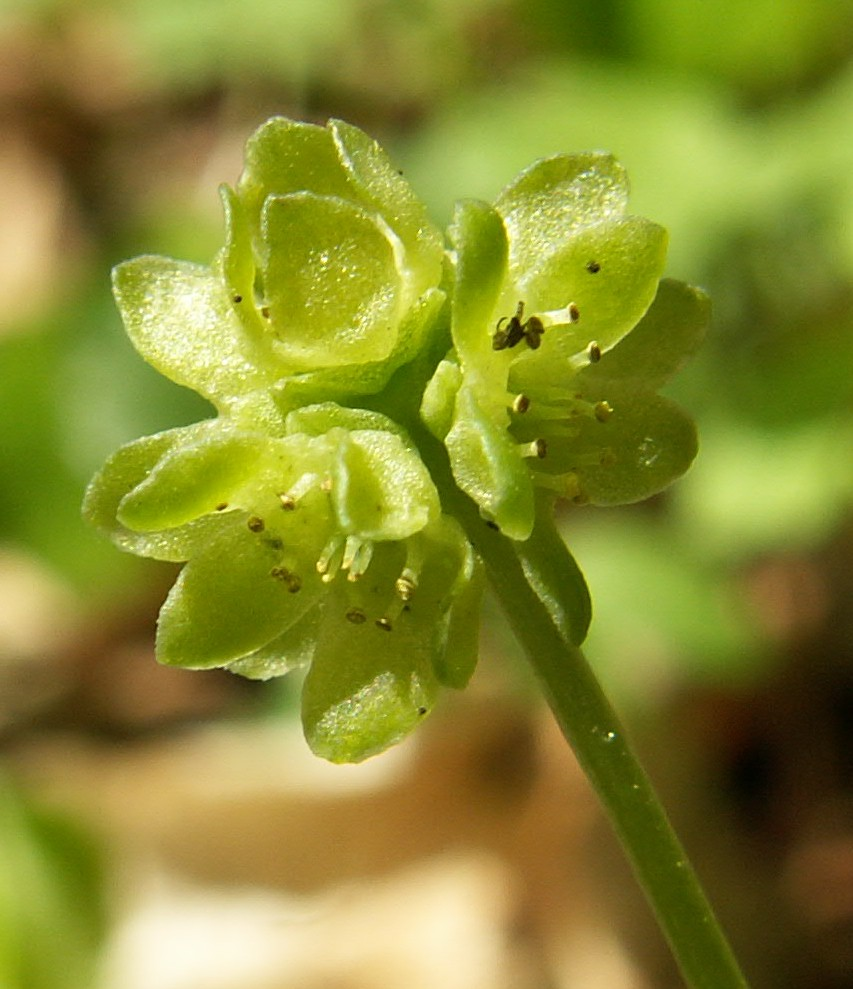
Květenství pižmovky mošusové (Adoxa moschatellina)
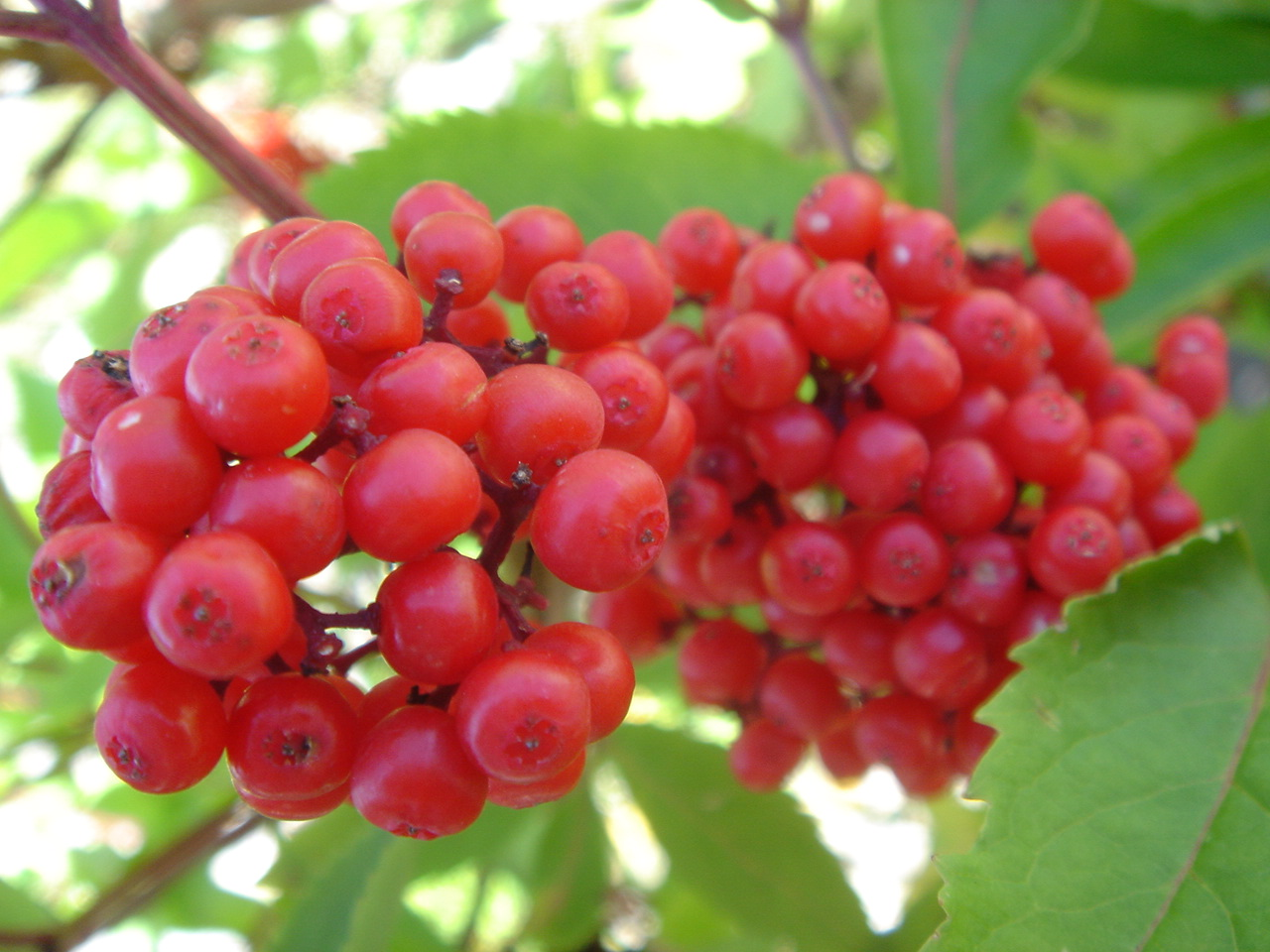
Plody bezu červeného (Sambucus racemosa)
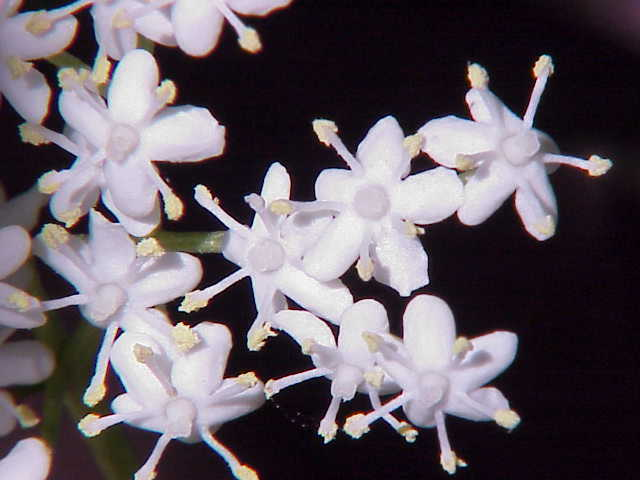
Detail květů bezu černého ('Sambucus nigra)
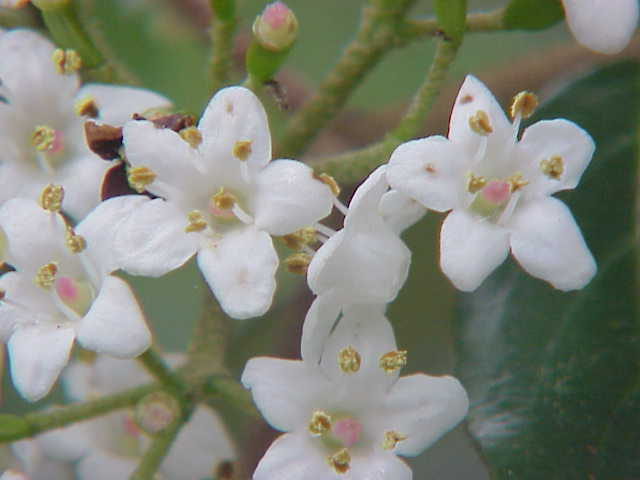
Detail květů kaliny užitečné (Viburnum utile)
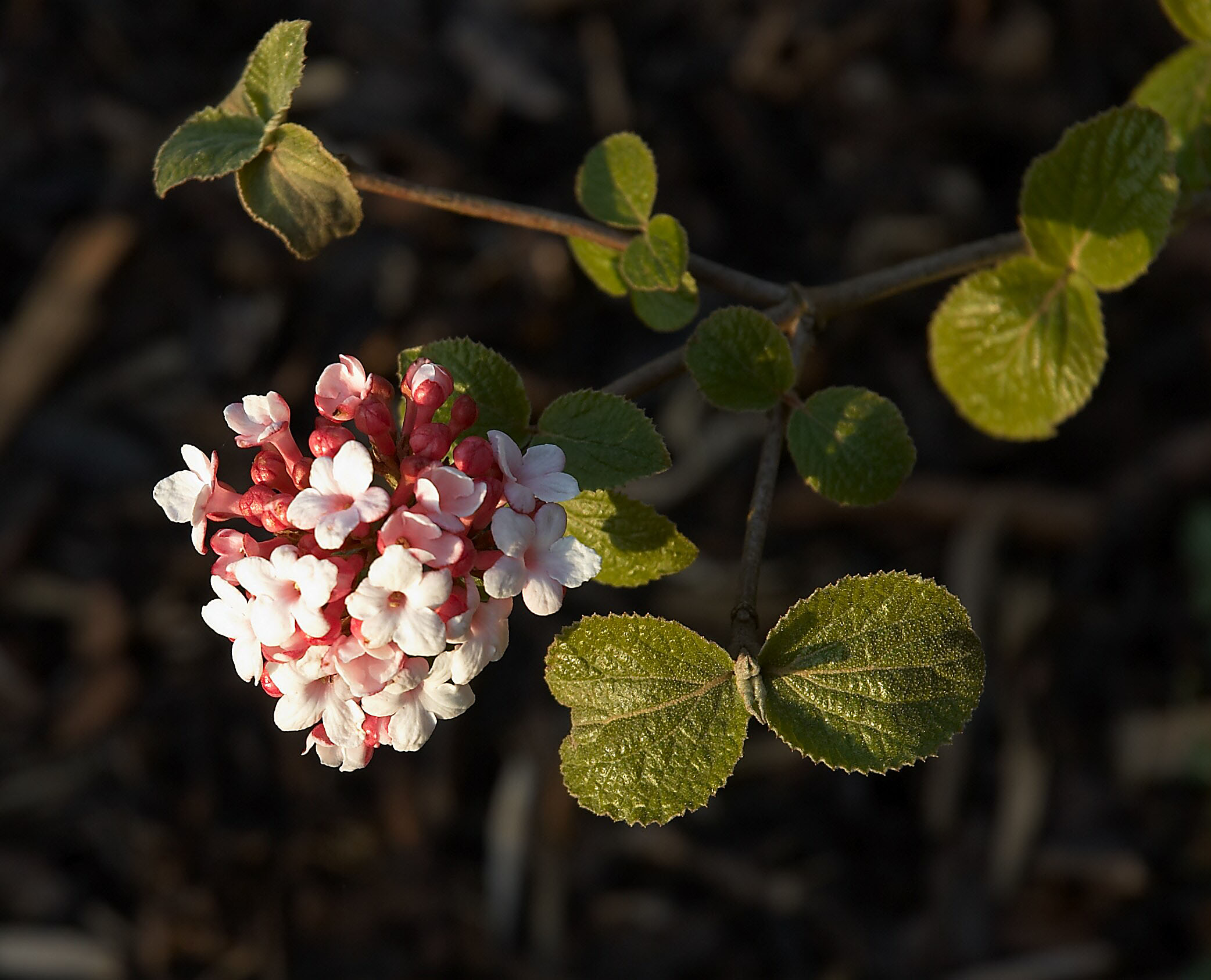
Květenství kaliny Carlesiovy (Viburnum carlesii)

## Rozšíření
Čeleď je rozšířena především na severní polokouli, je však zastoupena na všech kontinentech s výjimkou Antarktidy. Zahrnuje 3 rody a asi 220 druhů. Zdaleka největším rodem této čeledi je kalina, zahrnující asi 200 druhů. Rody kalina (Viburnum) a bez (Sambucus) jsou dřeviny, rod pižmovka je bylinný.
V původní květeně České republiky se vyskytují 3 druhy bezu (Sambucus), 2 druhy kaliny (Viburnum) a pižmovka mošusová (Adoxa moschatellina). V Evropě se mimo to vyskytuje v Rusku bez sibiřský (Sambucus sibirica) a ve Středomoří kalina modroplodá (Viburnum tinus).

## Taxonomie
Podle molekulárních studií tvoří čeleď Viburnaceae bazální větev řádu Dipsacales.
Dnešní pojetí čeledi se objevuje až v systému APG II, publikovaném v roce 2003. Předtím byly dřevnaté rody řazeny do čeledi Sambucaceae, Caprifoliaceae nebo Viburnaceae, zatímco bylinné rody (Adoxa, Sinadoxa a Tetradoxa) do samostatné čeledi Adoxaceae. V systému APG byl nejprve upřednostňován název Adoxaceae, v roce 2016 bylo jako Nominum conservandum schváleno jméno Viburnaceae.
Rody Sinadoxa a Tetradoxa byly následně vřazeny do rodu Adoxa.

## Zástupci
- bez (Sambucus)
- kalina (Viburnum)
- pižmovka (Adoxa)

## Význam
Některé druhy a kultivary kalin a v menší míře i některé bezy jsou využívány jako okrasné dřeviny.

## Seznam rodů
Adoxa (včetně Sinadoxa, Tetradoxa), Sambucus, Viburnum